# Oxidercia cymatistis
Oxidercia cymatistis är en fjärilsart som beskrevs av George Francis Hampson 1926. Oxidercia cymatistis ingår i släktet Oxidercia och familjen nattflyn. Inga underarter finns listade i Catalogue of Life.